# May Wright Sewall
May Wright Sewall, född 27 maj 1844 i Greenfield i Milwaukee County, Wisconsin, död 22 juli 1920 i Indianapolis, Indiana, var en amerikansk kvinnorättsaktivist och pacifist. Hon var ordförande för National Council of Women of the United States 1897–1899 och International Council of Women 1899–1904.